# Евлалия Барселонская
Евлалия Барселонская (лат. Eulalia Barcinonensis; 290—304) — святая католической церкви, 13-летняя девочка из числа раннехристианских мучеников, принявшая смерть в эпоху Римской империи во входившей в её состав провинции Испания, в Барселоне (в то время носившей название Барсино), за исповедание христианства. Является также православной святой, так как была причислена к лику святых до разделения церквей. Святой Евлалии посвящён кафедральный собор Барселоны (готический, в старом городе, не следует путать с собором Саграда Фамилия). Жизнеописание святой Евлалии Барселонской напоминает до степени смешения жизнеописание Евлалии Меридской, поэтому в светских кругах существуют споры, были ли это изначально две разные святые или одна.

## Мученичество
За отказ от поклонения римским богам девочку, согласно христианским источникам, подвергли 13 пыткам, из которых 12-й было распятие на косом кресте (поэтому в католической традиции святая Евлалия обычно изображается с крестом), а 13-й — обезглавливание. Как и в случае со святой Евлалией Меридской, изо рта у неё во время пыток якобы вылетел голубь.

## Почитание
В Барселоне имеются улицы и статуи в честь святой Евлалии. Святая была первоначально похоронена в церкви Санта-Мария-дель-Мар. Эта церковь пережила период запустения в VIII—IX веках, в период арабского завоевания, но затем была восстановлена снова. В 1339 году саркофаг с мощами святой Евлалии был перенесен в недавно построенный кафедральный собор.

## Галерея

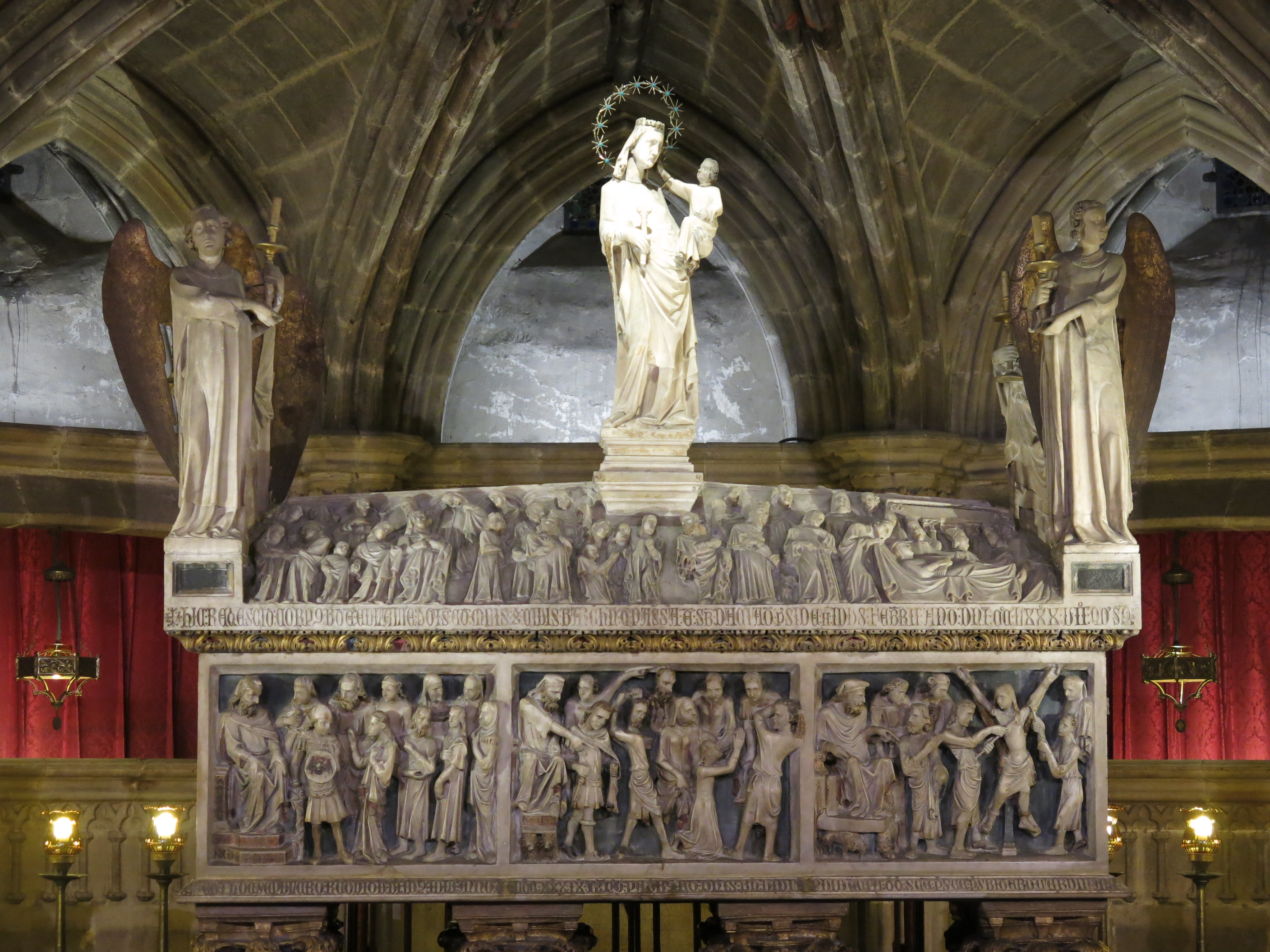
Саркофаг святой Евлалии в крипте барселонского собора.
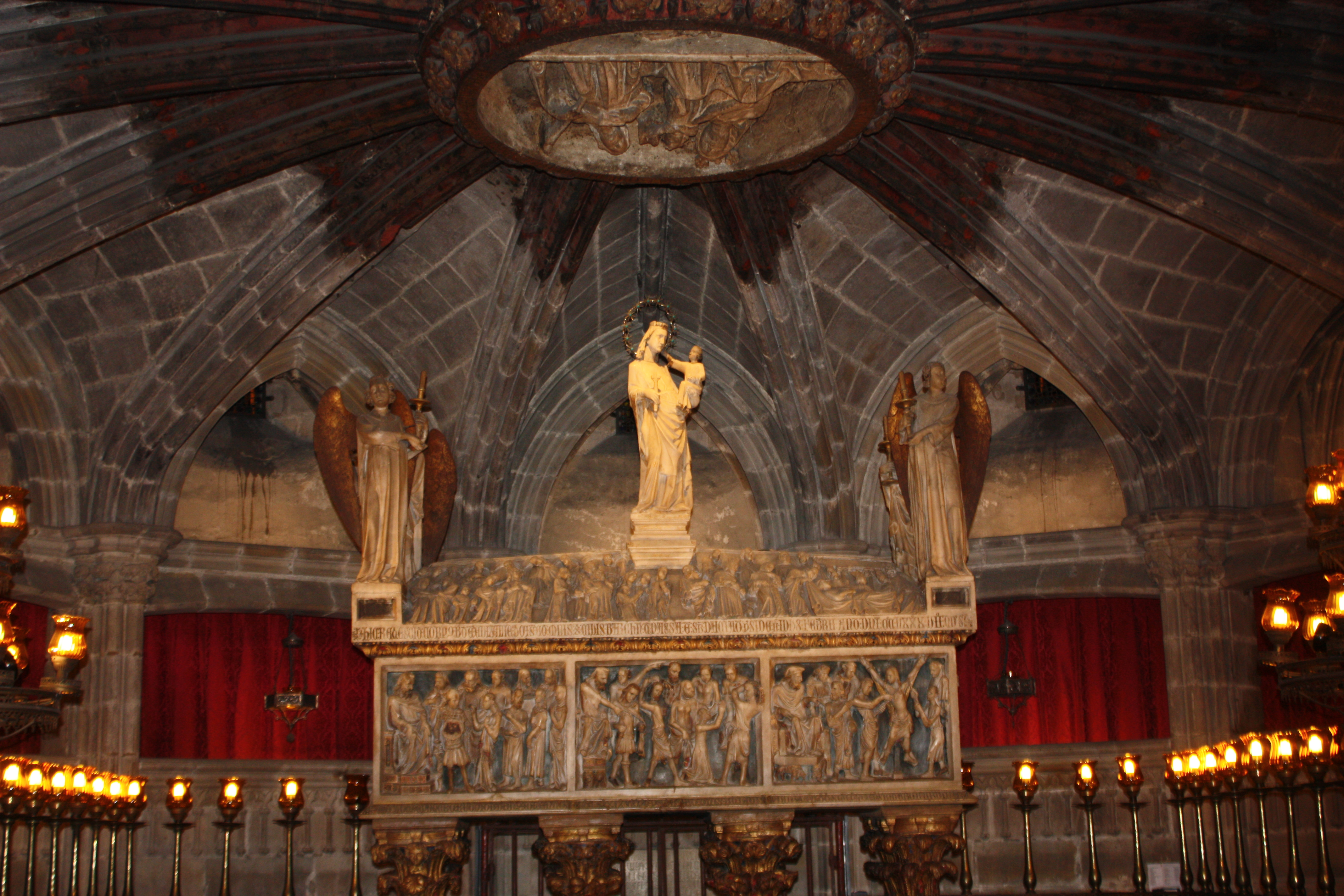
Саркофаг святой Евлалии. Общий вид.
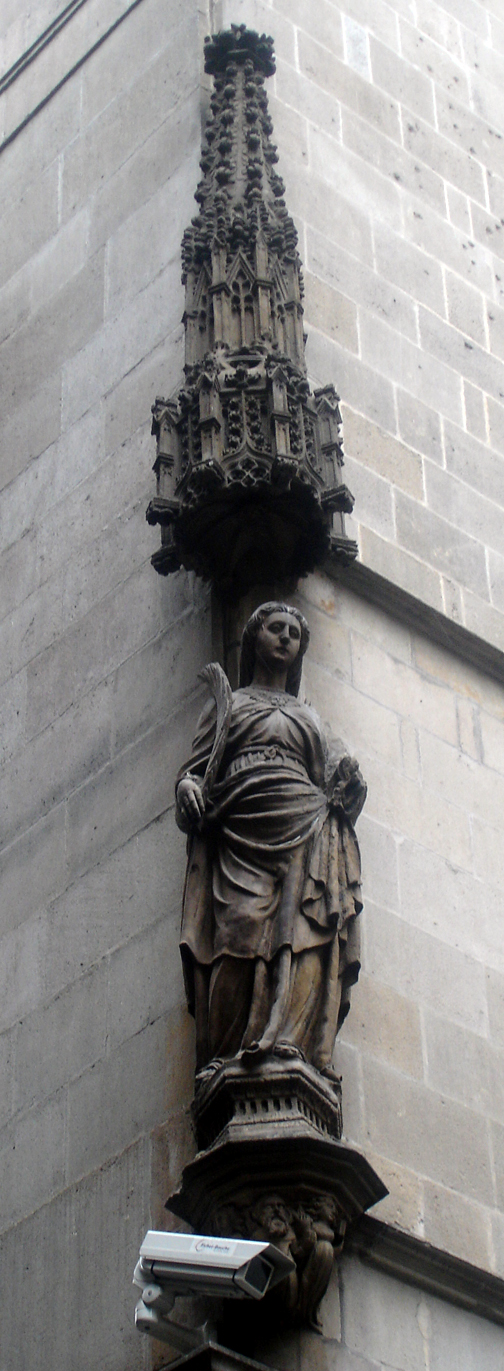
Статуя в Барселоне.
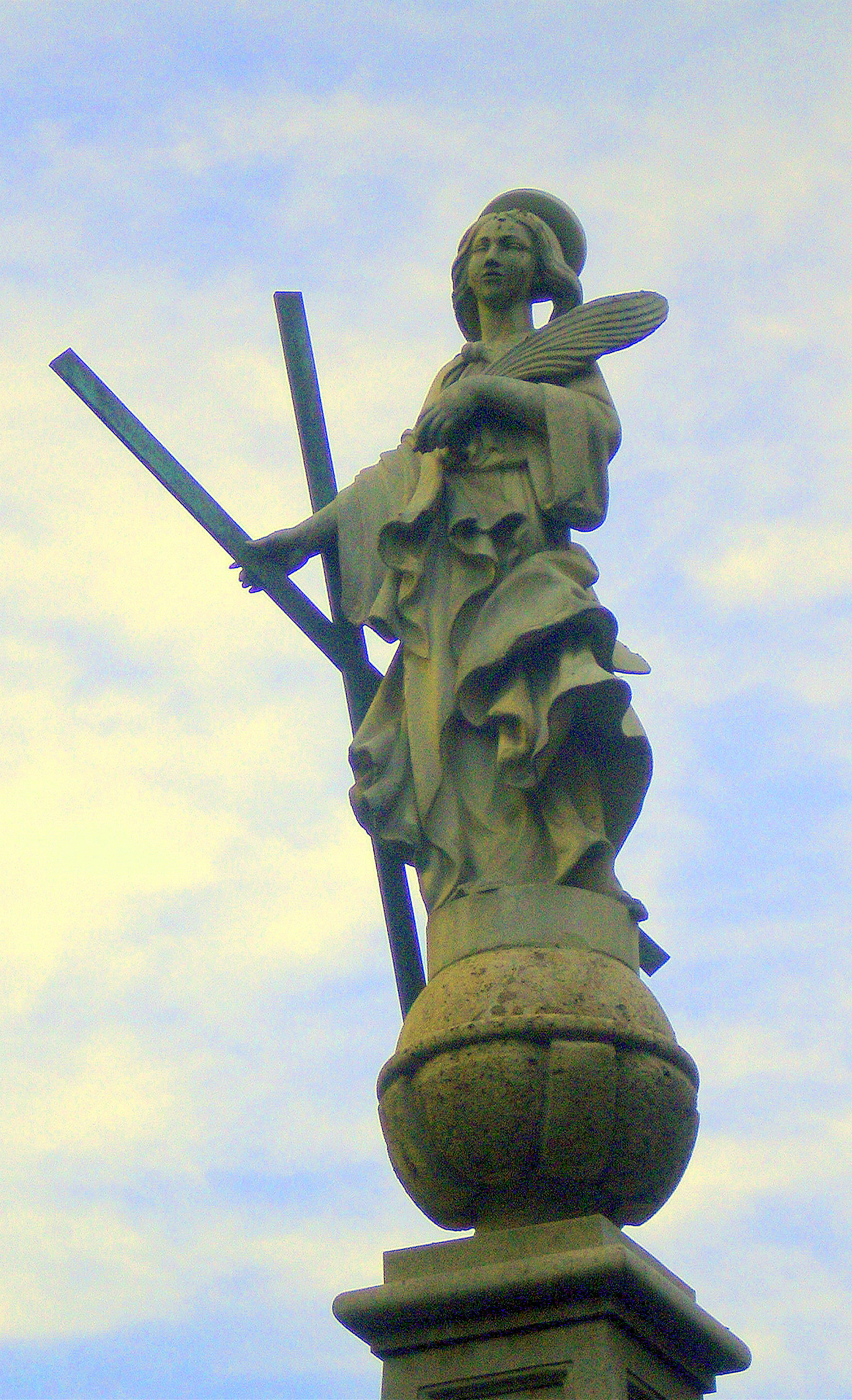
Статуя в Барселоне.